# شارع محمد الخامس (طنجة)
شارع محمد الخامس هو أحد شوارع مدينة طنجة ، يقع بمحاداة شارع طنجة .

## نقط الالتقاء
- زنقة موسى بن نصير
- زنقة الزرقطوني
- شارع علال بن عبد الله
- شارع النهضة
- زنقة واشنطن
- زنقة اليوسفية
- شارع يوسف بن تاشفين
- مدارة نجمة